# You Give Me Something (Jamiroquai)
You Give Me Something è un brano musicale del gruppo funk inglese Jamiroquai, estratto come secondo singolo dall'album A Funk Odyssey del 2001.
Il video del brano è stato diretto da Dawn Shadforth.

## Tracce
1. You Give Me Something (Commercial Edit) - 3:20
2. You Give Me Something (Blacksmith RnB Remix) - 4:02
3. You Give Me Something (Full Intention Remix) - 3:02
4. You Give Me Something (Cosmos Edit) - 5:26
5. You Give Me Something (King Unique Edit) - 4:05
6. Little L (Video)

## Classifiche
| Classifica (2001) | Posizione più alta |
| ----------------- | ------------------ |
| Australia         | 34                 |
| Belgio (Fiandre)  | 58                 |
| Belgio (Vallonia) | 53                 |
| Francia           | 30                 |
| Irlanda           | 40                 |
| Italia            | 28                 |
| Paesi Bassi       | 86                 |
| Regno Unito       | 16                 |
| Spagna            | 17                 |
| Svizzera          | 61                 |